# Готфрид фон Кальв
Готфрид фон Кальв (нем. Gottfried von Calw; ум. 6 февраля 1131) — граф фон Кальв, в 1113—1129 годах пфальцграф Рейна.
Младший сын графа Адальберта II фон Кальв и Вильтруды Лотарингской, дочери герцога Готфрида Бородатого.
Наследовал отцу в 1094/1095 году, после его ухода в монастырь. Также в 1095 году стал фогтом Хирсау.
В 1111 году участвовал в итальянском походе короля Генриха V.
Весной 1113 года после смерти пфальцграфа Рейнского Зигфрида фон Балленштедта был назначен его преемником (9 апреля 1113 года) — так как дети Зигфрида были малолетними.
Это назначение вызвало неудовольствие архиепископов Майнца — Адальберта I фон Саарбрюккен, и Трира — Бруно фон Лауфена. Однако поддержка короля позволила Готфриду утвердиться в его новых владениях. Он участвовал в переговорах Генриха V с папой Римским в Музоне (1119) и во время подписания Вормсского конкордата (1122).
В 1125 году новым германским королём был избран Лотарь III, который вскоре назначил Готфриду соправителя в пфальцграфстве — им стал Вильгельм Балленштедт, сын вышеупомянутого Зигфрида фон Балленштедта.
Поскольку Вильгельм был несовершеннолетним, в течение трёх лет Готфрид фон Кальв являлся его опекуном. Но в 1129 году он полностью сдал свои полномочия в качестве пфальцграфа Рейнского, сохранив за собой только родовые владения.

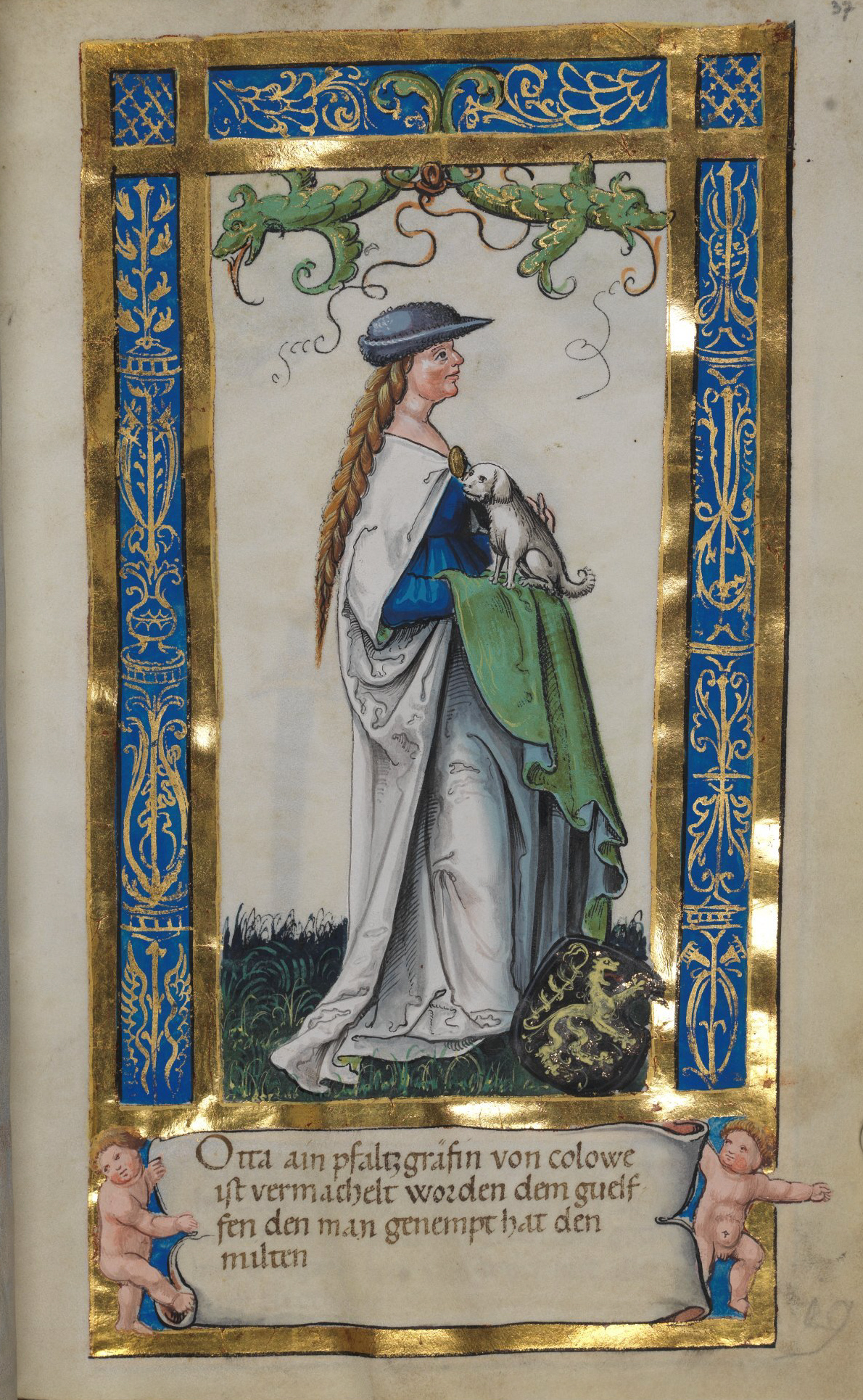
Ута фон Шауэнбург

Женой Готфрида была Луитгарда фон Церинген — дочь герцога Бертольда II. Известны трое их детей:
- Готфрид — умер при жизни отца
- Луитгарда
- Ута фон Шауэнбург (ум. 1196), жена Вельфа VI.

После смерти Готфрида в спор за наследство вступили его племянник Адальберт IV фон Кальв-Лёвенштайн, зять — Вельф VI, и брат жены Конрад Церинген. Через несколько лет в результате соглашения графом фон Кальв был признан Адальберт IV, все остальные владения получила дочь — Ута фон Шауэнбург.